# 목성의 위성

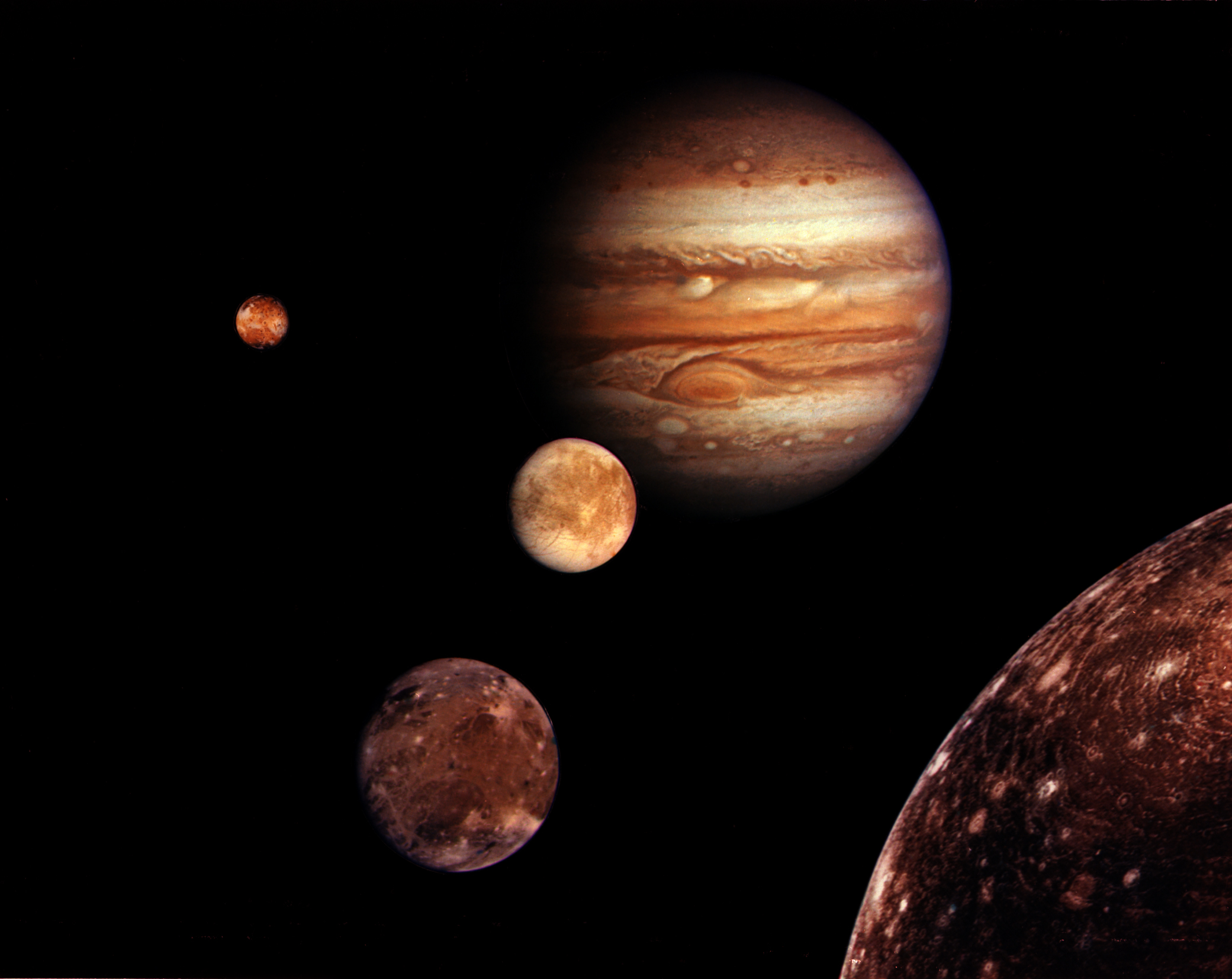
목성과 네 개의 갈릴레이 위성의 모습(축척은 무시되어 있다).

주노 탐사선의 카메라로 촬영한 목성 주위 갈릴레이 위성들의 움직임.

목성의 위성(木星- 衛星, 영어: Moons of Jupiter)은 2023년 3월 기준 총 67개로, 목성은 태양계에서 2번째로 많은 위성을 지닌 행성이다. 이 때문에 목성은 간혹 "작은 태양계"로 불리기도 한다. 위성들 중 가장 큰 위성들은 4개의 갈릴레이 위성들로, 1610년에 갈릴레오 갈릴레이와 시몬 마리우스가 발견하였으며 태양이나 지구를 돌지 않는 천체 중 최초로 발견된 천체들이다. 19세기 말부터, 더 작은 크기의 위성들이 발견되기 시작했고 그리스 신화의 제우스와 관련된 이름들이 붙여졌다. 갈릴레이 위성들은 목성의 위성들의 총 질량 중 매우 많은 비중을 차지하고 있으며, 나머지 75개와 고리를 합친다고 해도 질량비는 고작 0.003%밖에 되지 않는다.
목성의 위성들 중 8개는 순행 규칙 위성으로, 궤도 경사가 크지 않고 거의 원형에 가까운 궤도를 돌고 있다. 갈릴레이 위성들은 자체적인 중력으로 인해 구형을 띄고 있고(정역학적 평형), 따라서 만약 태양 궤도에 있었다면 왜행성으로 분류되었을 가능성도 있다. 갈릴레이 위성을 제외한 나머지 4개의 순행 규칙 위성들은 크기가 더 작고, 목성과 거리가 더 가까우며, 목성의 고리를 형성한다고 추정된다. 나머지 위성들 전부는 불규칙 위성으로, 순행 또는 역행 운동을 하며, 목성과의 거리가 더 멀고 궤도 경사와 이심률이 크다. 이 위성들은 태양 궤도를 돌고 있었으나 목성의 중력에 의해 포획되었다고도 추측되고 있다. 2003년 이후 18개의 불규칙 위성들이 발견되었고, 아직 이름이 붙여지지 않았다.

## 성질
위성들의 물리적 성질 및 궤도 성질은 매우 다양하게 나타난다. 갈릴레이 위성 모두는 지름이 3,100km가 넘고, 가장 큰 위성 가니메데는 수성보다 크다. 반면 이 이외의 목성의 위성들은 전부 지름 250 km 이하로, 대부분은 간신히 5 km를 넘는다. 위성들의 궤도 모양은 거의 완벽한 원 궤도에서 심하게 기울어지고 찌그러진 것까지 매우 다양하며, 많은 수의 위성들이 목성의 자전 방향과 반대 방향의 궤도를 돌고 있다(역행 운동). 공전 주기는 최소 7시간(목성의 자전 주기보다 빠름)부터 최대 3,000시간(3년) 이상이다.

## 형성과 진화

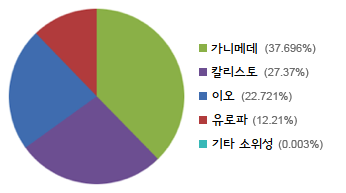
목성의 위성들 간의 상대적인 질량. 유로파보다 작은 위성들은 이 정도의 규모에서는 보이지 않으며, 전부 합친다고 해도 100배가량 확대해야 보인다.

목성의 규칙 위성들은 원시 행성계 원반과 유사한, 목성 주위를 둘러싼 먼지와 가스의 원반에서 형성되었다고 거의 확실시되고 있으며, 이 위성들은 행성계 형성 초기에 만들어졌던 대형 위성들의 잔해일 가능성도 있다고 추정되고 있다.
시뮬레이션을 통해 얻은 결과에서는, 어느 특정한 지점에서 원반의 질량이 상대적으로 컸다면 시간이 지남에 따라 원반에 이끌리는 물질의 양이 매우 크게(몇십 퍼센트가량) 증가하게 되는데, 현재 목성의 위성들을 설명하기 위해서는 오직 2% 정도의 질량만이 필요하다. 따라서, 목성 형성 당시에는 크기가 갈릴레이 위성 정도인 위성들이 여러 차례를 거쳐 형성되었으리라 추정된다. 각 세대의 위성들은 원반과의 마찰로 인해 목성 방향으로 낙하하며, 이 와중에 외곽에서는 새로운 위성이 형성된다. 현재(5번째) 위성이 형성될 무렵, 원반의 밀도는 매우 낮아져 위성들의 궤도에 영향을 줄 수 없게 되었다. 하지만 현재의 갈릴레이 위성들은 여전히 영향을 받았었고, 궤도 공명을 통해 불완전하게나마 보호되고 있다. 따라서 위성 이오, 유로파, 가니메데, 칼리스토는 현재까지 존재하며, 가니메데의 질량이 이오나 유로파보다 큰 점으로 보아 가니메데가 유로파나 이오보다 목성 쪽으로 더 빠르게 이동하였음을 시사한다.
바깥쪽의 불규칙 위성들은 원반이 아직 바깥쪽의 위성들에 영향을 주어 붙잡을 수 있을 즈음 소행성이 포획된 것이라고 여겨지며, 대부분은 포획 과정에서 힘을 받아 부서지거나 다른 소행성들과 충돌하여 현재의 위성들이 만들어졌다고 추측되고 있다.

## 발견

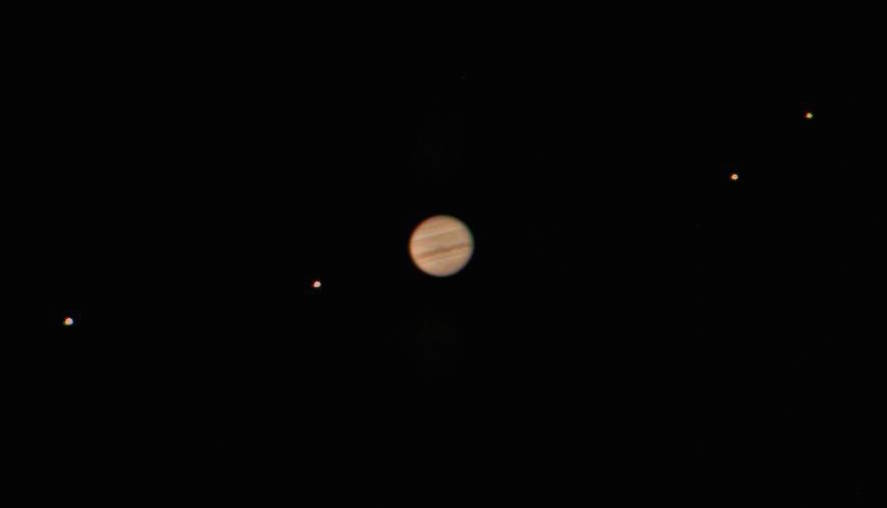
25 cm 미드 LX200 망원경을 통해 본 목성과 갈릴레이 위성.

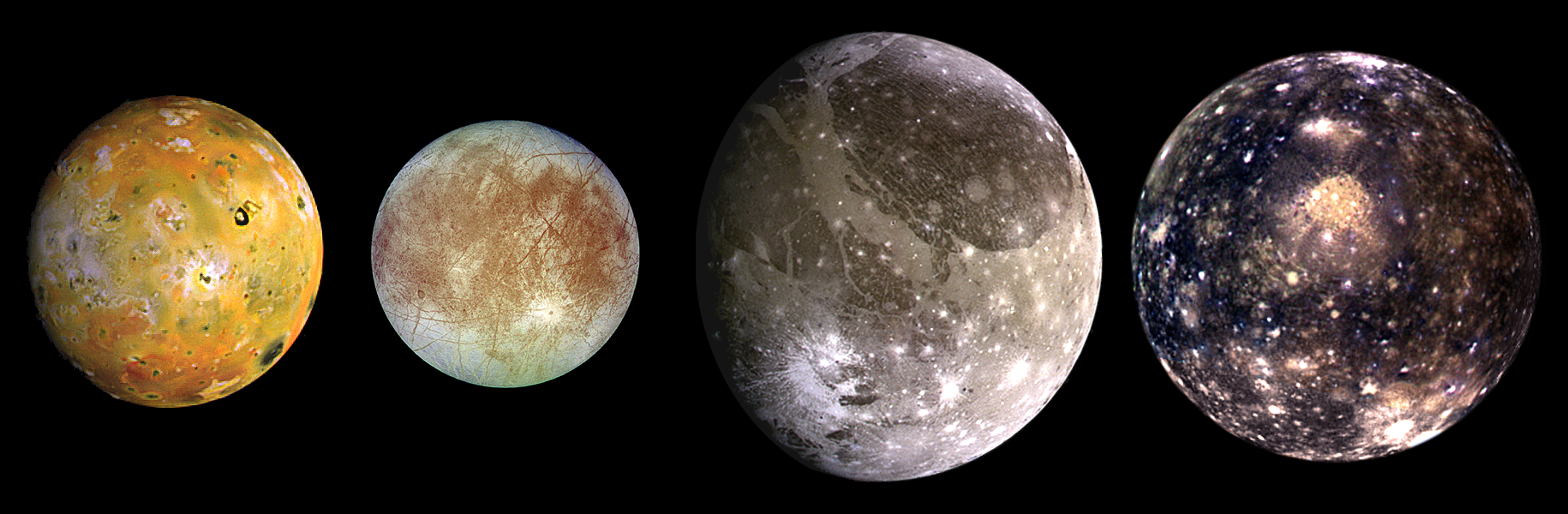
갈릴레이 위성. 목성에서 가까운 순으로 왼쪽부터 이오, 유로파, 가니메데, 칼리스토이다.

중국의 옛 천문학자 감덕이 기원전 364년 목성의 위성을 관측했을 수 있다는 주장이 제기되기는 하지만, 관측했음이 확실한 최초 기록은 1610년 갈릴레오 갈릴레이의 관측이다. 1610년 1월, 갈릴레이는 손수 제작한 30배율 망원경으로 네 개의 위성을 관측하였고, 같은 해 3월 이 결과를 출판하였다. 시몬 마리우스는 갈릴레이의 발견 하루 후에 갈릴레이와는 독립적으로 이 위성들을 발견하였지만, 마리우스는 이 결과를 1614년까지 발표하지 않았다. 현재 이오, 유로파, 가니메데, 칼리스토라는 이름은 시몬 마리우스가 처음 제안한 이름들이다. 1892년 바너드가 아말테아를 발견하기 전까지는 추가적인 위성이 발견되지 않았다. 20세기에는 사진술이 발달함에 따라 새로운 위성 발견이 줄을 이었고, 1979년 보이저 탐사선이 목성에 도달하기 전까지 13개의 위성이 발견되어 있었다.
20년 동안 새로운 위성들이 발견되지 않고 있었지만, 1999년 8월부터 2003년 2월까지 과학자들은 민감한 장비를 사용하여 34개의 위성을 발견하고, 추후 이름을 붙였다. 이 위성들은 평균 지름 3 km 이내로, 역행 위성이며 궤도 이심률이 높아 궤도가 매우 찌그러진 위성들이다. 이 위성들 모두는 소행성이나 혜성 등이 포획되어 여러 조각으로 갈라진 것이라고 여겨지지만, 이 위성들에 대해 알려진 정보는 매우 적다. 2003년 이후, 18개의 위성이 추가로 발견되었지만 아직 이름붙여지지는 않았다. 이 위성들을 합산하면, 목성의 위성 수는 69개가 된다. 2022년 기준으로, 목성은 태양계에서 2번째로 위성이 많다.

## 명칭
갈릴레이 위성(이오, 유로파, 가니메데, 칼리스토)의 명칭은 시몬 마리우스가 1610년 자신의 발견 직후에 붙인 이름이다. 하지만 이 이름들은 20세기까지 사용되지 않고, 대신 단순히 "목성 I"(Jupiter I), "목성 II", … 또는 "목성의 첫 번째 위성", "목성의 두 번째 위성", … 등으로 불렀다. 다른 위성들이 V (5) ~ XII (12)라는 이름을 부여받고 있을 즈음인 20세기에는 이오, 유로파, 가니메데, 칼리스토라는 이름이 유명세를 타기 시작했다. 1892년에 발견된 "목성 V"는 비공식적으로 아말테아라고 불렸고, 이 이름은 프랑스 천문학자 카미유 플라마리옹이 처음 사용하였다.
1970년대까지 대부분의 천문학 문헌에서는 다른 위성들까지 로마 숫자를 붙여서 표기하였다. 1975년, 국제 천문 연맹(IAU)의 외태양계 위성 명명법 관련 모임에서는 V ~ XIII 위성에 이름을 붙였고, 추후 발견되는 위성들의 이름 규칙 또한 결정하였다. 규칙의 내용은, 추후 발견되는 목성(주피터)의 위성들은 제우스(주피터)가 연정을 품거나 아꼈던 인물들로 결정한다는 것이다. 또한, XXXIV(에우포리에)부터 모든 위성들의 이름은 제우스의 딸의 이름을 따 명명된다.
몇몇 소행성들, 9 메티스, 38 레다, 52 유로파, 113 아말테아, 239 아드라스테아는 목성의 위성들과 이름이 같으며, 두 개의 소행성, 1036 가니메드(Ganymed)와 204 칼리스토(Kallisto)는 국제천문연맹이 철자를 변경하기 전까지는 각각 가니메데(Ganymede), 칼리스토(Callisto)와 이름이 동일했다.

## 위성군

불규칙 위성들의 궤도와, 서로 위성군으로 묶인 모습을 보여준다. 원은 상대적인 크기를 나타낸다.

### 규칙 위성
모두 순행 운동을 하고 궤도가 원에 가까우며, 두 군으로 나뉜다.
- 내부 위성 또는 아말테아군: 메티스, 아드라스테아, 아말테아, 테베가 해당한다. 궤도는 목성에 매우 가까우며, 가장 안쪽의 두 위성은 공전 주기가 목성의 자전 주기보다 짧다. 나머지 둘은 각각 목성계에서 다섯 번째, 일곱 번째로 큰 위성이다. 관측 결과에 의하면, 가장 큰 위성인 아드라스테아는 현재의 궤도에서 형성되지 않은 것으로 보이며, 행성으로부터 더 먼 곳에서 형성되었거나 목성에 포획되었다고 추정된다. 이 위성들은 목성의 고리를 유지시켜 주며, 메티스와 아드라스테아는 주 고리를, 아말테아와 테베는 각자의 옅은 고리를 유지시킨다.

- 주요 위성 또는 갈릴레이 위성: 이오, 유로파, 가니메데, 칼리스토가 해당하며, 이 위성들은 알려진 왜행성들보다도 질량이 크다. 심지어 가니메데의 지름은 수성보다 크며, 네 위성은 각각 태양계에서 4번째, 6번째, 1번째, 3번째로 큰 위성이다. 갈릴레이 위성은 목성 주위의 위성들의 질량 합 중 99.997%를 차지한다. 안쪽의 세 위성은 1:2:4 궤도 공명을 일으킨다. 이론들에 따르면, 이 위성들은 약 10만 년 간 존재하던 저밀도 "목성 가스 성운"에서 강착을 통해 형성되었다. 이오를 제외한 나머지 세 위성은 지하에 물로 이루어진 바다가 있을 것이라고 추정되고 있다.

### 불규칙 위성

바깥쪽 위성들의 심하게 뒤틀려진 궤도들.

불규칙 위성들은 크기가 더 작고, 궤도 이심률이 크다. 이 위성들은 궤도 성질(장반경, 경사각, 이심률)이 비슷하고 물리적 성질 또한 거의 같아, 목성의 중력에 잡힌 작은 소행성이 쪼개져 생긴 위성들이라고 여겨진다. 이 위성군들의 이름은 위성군에서 가장 크기가 큰 위성의 이름을 따서 지어졌다.
- 순행 위성:

- 테미스토는 불규칙 위성 중 가장 안쪽에 있으며 위성군에 소속되어 있지 않다.

- 히말리아군은 장반경 1.4 기가미터, 궤도 경사 1.6°(27.5 ± 0.8°), 궤도 이심률 0.11 ~ 0.25 정도로 퍼져 있다. 히말리아군은 소행성대에서의 소행성이 부서져 생겼다고 추측되고 있다.

- 카르포는 순행 불규칙 위성 중 가장 바깥에 위치하며 위성군에 소속되어 있지 않다.

- 역행 위성:

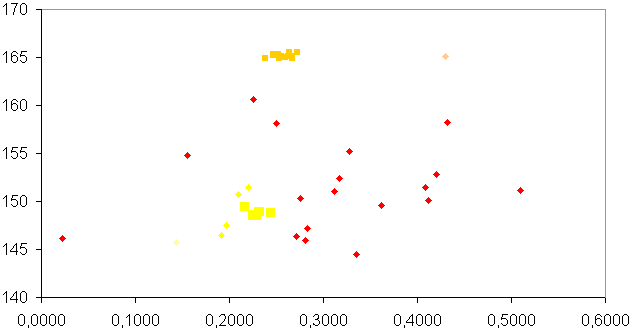
역행 위성들을 나타낸 그림으로, 가로축은 이심률, 세로축은 경사를 나타낸다. 카르메군(주황색)과 아난케군(노란색)이 표시되어 있다.

- S/2003 J 12와 S/2011 J 1은 역행 위성 중 가장 안쪽에 있으며 위성군에 소속되어 있지 않다.

- 카르메군은 장반경 1.2 기가미터, 궤도 경사 1.6°(165.7 ± 0.8°), 궤도 이심률 0.23 ~ 0.27 정도로 퍼져 있다. 위성들의 색은 연한 빨간색으로 매우 균일하며, 목성 트로이군의 D형 소행성이 쪼개져 생겨났다고 추측된다.

- 아난케군은 카르메군보다 더 퍼져 있으며, 장반경 2.4 기가미터, 궤도 경사 8.1°(150.25 ± 4.55°), 궤도 이심률 0.02 ~ 0.28 정도로 퍼져 있다. 위성 대부분의 색은 회색이며, 포획된 소행성이 분열하여 생성된 것으로 추측된다.

- 파시파에군은 상당히 덜 퍼져 있으며, 장반경 1.3 기가미터, 궤도 경사 144.5°~ 158.3°, 궤도 이심률 0.25 ~ 0.43 정도로 퍼져 있다. 표면의 색 또한 빨간색부터 회색까지 매우 다양하며, 여러 번의 충돌을 통해 생성되었다고 여겨진다. 시노페는 표면이 다른 위성들과 다르게 빨갛고, 궤도 경사각이 다른 점을 들어 파시파에군과 서로 독립적으로 포획되었다는 연구 결과도 있다.

- S/2003 J 2는 목성으로부터 가장 멀리 떨어져 있으며, 어느 위성군에도 속하지 않는다.

## 탐사
첫 번째로 목성을 방문했던 탐사선은 1973년 파이어니어 10호와 11호로, 갈릴레이 위성들을 저해상도로 촬영하였다. 이후 1979년에는 보이저 1호 및 2호가 이오에서 화산을, 유로파의 표면에서 얼음을 발견하였다. 카시니-하위헌스 토성 탐사선은 2000년 목성 스윙바이 도중 갈릴레이 위성과 목성의 상부 대기권 사이의 상호작용을 연구하였다. 또한 2007년에 역시 목성을 스윙바이한 명왕성 탐사선 뉴 허라이즌스는 위성들의 궤도 정보를 더 상세히 측정하였다.
갈릴레오 탐사선은 목성 주위의 궤도로 진입한 최초의 탐사선으로, 1995년부터 2003년까지 탐사를 진행하였다. 탐사 기간 동안 갈릴레오는 갈릴레이 위성들을 상세히 관찰하여 세 위성에 옅은 대기권이 있는 것을 발견하였고, 유로파, 가니메데, 칼리스토의 표면 아래에 지하 바다가 있을 가능성 또한 제기하는 등 목성계 전반에 대한 상세한 정보를 얻었다.
2016년, 주노 탐사선은 위성들을 궤도면 위 방향에서 바라보며 위성의 움직임을 보여주는 연속 사진을 촬영하였다.

## 위성 목록
| ♠ 갈릴레이 위성 | † 순행 불규칙 위성 | ‡ 역행 불규칙 위성 |

목성의 위성을 공전 주기순으로 배열하였으며, 정역학적 평형을 이룬 위성은 굵은 글씨로 나타냈다. 달과 크기가 비슷한 위성은 갈릴레이 위성 4개가 있고, 다른 위성들은 이에 비해 매우 작다. 갈릴레이 위성 중 가장 가벼운 위성인 유로파조차 다른 소위성을 모두 합한 것보다 질량이 7,000배 크다. 불규칙 위성은 순행 위성일 경우 옅은 회색으로, 역행 위성일 경우 짙은 회색으로 나타내었다. 모든 궤도는 2017년 9월 3일 (JD 2457000) 기준이다. 2018년 기준으로 잃어버린 상태로 간주되는 위성은 S/2003 J 2, S/2003 J 4, S/2003 J 9, S/2003 J 10, S/2003 J 12, S/2003 J 16, S/2003 J 23이다.
| 순서 | 번호     | 이름          | 원문          | 사진 | 절대등급 | 지름 (km)                         | 질량 (×1016 kg) | 긴반지름 (km)                | 공전 주기 (일)    | 기울기 (°)           | 이심률                 | 발견 연도 | 발견자                 | 위성군            |
| ---- | -------- | ------------- | ------------- | ---- | -------- | --------------------------------- | --------------- | ---------------------------- | ----------------- | -------------------- | ---------------------- | --------- | ---------------------- | ----------------- |
| 1    | XVI      | 메티스        | Metis         |      | 10.5     | 60 × 40 × 34 (43)                 | ≈ 3.6           | 128852                       | +7h 10m 16s       | 2.226                | 0.0077                 | 1979      | 시넛 (보이저 1호)      | 내부 위성         |
| 2    | XV       | 아드라스테아  | Adrastea      |      | 12       | 20 × 16 × 14 (16.4)               | ≈ 0.2           | 129000                       | +7h 15m 21s       | 2.217                | 0.0063                 | 1979      | 제위트 (보이저 2호)    | 내부 위성         |
| 3    | V        | 아말테아      | Amalthea      |      | 7.1      | 250 × 146 × 128 (167±4.0)         | 208             | 181366                       | +12h 01m 46s      | 2.565                | 0.0075                 | 1892      | 바너드                 | 내부 위성         |
| 4    | XIV      | 테베          | Thebe         |      | 9.0      | 116 × 98 × 84 (98.6)              | ≈ 43            | 222452                       | +16h 16m 02s      | 2.909                | 0.0180                 | 1979      | 시넛 (보이저 1호)      | 내부 위성         |
| 5    | I        | 이오♠         | Io            |      | −1.7     | 3660.0 × 3637.4 × 3630.6 (3643.2) | 8931900         | 421700                       | +1.7691           | 0.050                | 0.0041                 | 1610      | 갈릴레이               | 갈릴레이          |
| 6    | II       | 유로파♠       | Europa        |      | −1.4     | 3121.6                            | 4800000         | 671034                       | +3.5512           | 0.471                | 0.0094                 | 1610      | 갈릴레이               | 갈릴레이          |
| 7    | III      | 가니메데♠     | Ganymede      |      | −2.1     | 5268.2                            | 14819000        | 1070412                      | +7.1546           | 0.204                | 0.0011                 | 1610      | 갈릴레이               | 갈릴레이          |
| 8    | IV       | 칼리스토♠     | Callisto      |      | −1.2     | 4820.6                            | 10759000        | 1882709                      | +16.689           | 0.205                | 0.0074                 | 1610      | 갈릴레이               | 갈릴레이          |
| 9    | XVIII    | 테미스토†     | Themisto      |      | 13.5     | 8                                 | 0.069           | 7393216                      | +129.87           | 45.762               | 0.2115                 | 1975/2000 | 코왈 & 뢰머/ 셰파드 등 | 테미스토          |
| 10   | XIII     | 레다†         | Leda          |      | 12.8     | 20                                | 0.6             | 11187781                     | +240.82           | 27.562               | 0.1673                 | 1974      | 코왈                   | 히말리아          |
| 11   | VI       | 히말리아†     | Himalia       |      | 8.3      | 139.6                             | 670             | 11451971                     | +250.23           | 30.486               | 0.1513                 | 1904      | 페린                   | 히말리아          |
| 12   | LXXI     | 에르사†       | Ersa          |      | 15.9     | 3                                 | 0.0015          | 11453004                     | +250.40           | 30.606               | 0.0944                 | 2018      | 셰파드 등              | 히말리아          |
| 13   | LXV      | 판디아†       | Pandia        |      | 16.2     | 3                                 | 0.0015          | 11494801                     | +251.77           | 28.155               | 0.1800                 | 2017      | 셰파드 등              | 히말리아          |
| 14   | X        | 리시테아†     | Lysithea      |      | 11.3     | 36                                | 6.3             | 11740560                     | +259.89           | 27.006               | 0.1322                 | 1938      | 니컬슨                 | 히말리아          |
| 15   | VII      | 엘라라†       | Elara         |      | 9.9      | 86                                | 87              | 11778034                     | +259.64           | 29.691               | 0.1948                 | 1905      | 페린                   | 히말리아          |
| 16   | LIII     | 디아†         | Dia           |      | 16.3     | 4                                 | 0.0090          | 12570424                     | +287.93           | 27.584               | 0.2058                 | 2001      | 셰파드 등              | 히말리아          |
| 17   | XLVI     | 카르포†       | Carpo         |      | 16.2     | 3                                 | 0.0045          | 17144873                     | +458.62           | 56.001               | 0.2735                 | 2003      | 셰파드 등              | 카르포            |
| 18   | — (실종) | S/2003 J 12‡  |               |      | 17.0     | 1                                 | 0.00015         | 17739539 (28717431±1136944)  | −482.69 (-944.29) | 142.680 (152.5±1.3)  | 0.4449 (0.115±0.011)   | 2003      | 셰파드 등              | 아난케 (미확인)   |
| 19   | LXII     | 발레투도†     | Valetudo      |      | 16.9     | 1                                 |                 | 18928095                     | +532.00           | 34.014               | 0.2219                 | 2016      | 셰파드 등              | 발레투도          |
| 20   | XXXIV    | 에우포리에‡   | Euporie       |      | 16.4     | 2                                 | 0.0015          | 19088434                     | −538.78           | 144.694              | 0.0960                 | 2002      | 셰파드 등              | 아난케            |
| 21   | LX       | 에우페메‡     | Eupheme       |      | 16.9     | 2                                 | 0.0015          | 19621780                     | −561.52           | 146.363              | 0.2507                 | 2003      | 셰파드 등              | 아난케            |
| 22   | LV       | S/2003 J 18‡  |               |      | 16.5     | 2                                 | 0.0015          | 20219648                     | −587.38           | 146.376              | 0.1048                 | 2003      | 글래드먼 등            | 아난케            |
| 23   | LII      | S/2010 J 2‡   |               |      | 17.5     | 1                                 |                 | 20307150                     | −588.36           | 150.4                | 0.307                  | 2010      | 베일렛                 | 아난케            |
| 24   | XLII     | 텔크시노에‡   | Thelxinoe     |      | 16.4     | 2                                 | 0.0015          | 20453753                     | −597.61           | 151.292              | 0.2684                 | 2003      | 셰파드 등              | 아난케            |
| 25   | XXXIII   | 유안테‡       | Euanthe       |      | 16.5     | 3                                 | 0.0045          | 20464854                     | −598.09           | 143.409              | 0.2000                 | 2002      | 셰파드 등              | 아난케            |
| 26   | XLV      | 헬리케‡       | Helike        |      | 16.1     | 4                                 | 0.0090          | 20540266                     | −601.40           | 154.586              | 0.1374                 | 2003      | 셰파드 등              | 아난케            |
| 27   | XXXV     | 오르토시에‡   | Orthosie      |      | 16.7     | 2                                 | 0.0015          | 20567971                     | −602.62           | 142.366              | 0.2433                 | 2002      | 셰파드 등              | 아난케            |
| 28   | LXVIII   | S/2017 J 7‡   |               |      | 16.6     | 2                                 | 0.0015          | 20571458                     | −602.77           | 143.438              | 0.2147                 | 2017      | 셰파드 등              | 아난케            |
| 29   | LIV      | S/2016 J 1‡   |               |      | 17.0     | 3                                 | 0.0015          | 20595483                     | −603.83           | 139.839              | 0.1377                 | 2016      | 셰파드 등              | 아난케            |
| 30   | LXIV     | S/2017 J 3‡   |               |      | 16.5     | 2                                 | 0.0015          | 20639315                     | −605.76           | 147.915              | 0.1477                 | 2017      | 셰파드 등              | 아난케            |
| 31   | XXIV     | 이오카스테‡   | Iocaste       |      | 15.5     | 5.2                               | 0.019           | 20722566                     | −609.43           | 147.248              | 0.2874                 | 2001      | 셰파드 등              | 아난케            |
| 32   | — (실종) | S/2003 J 16‡  |               |      | 16.4     | 2                                 | 0.0015          | 20743779                     | −610.36           | 150.769              | 0.3184                 | 2003      | 글래드먼 등            | 아난케            |
| 33   | XXVII    | 프락시디케‡   | Praxidike     |      | 14.9     | 7                                 | 0.043           | 20823948                     | −613.90           | 144.205              | 0.1840                 | 2001      | 셰파드 등              | 아난케            |
| 34   | XXII     | 하르팔리케‡   | Harpalyke     |      | 15.9     | 4.4                               | 0.012           | 21063814                     | −624.54           | 147.223              | 0.2440                 | 2001      | 셰파드 등              | 아난케            |
| 35   | XL       | 므네메‡       | Mneme         |      | 16.4     | 2                                 | 0.0015          | 21129786                     | −627.48           | 149.732              | 0.3169                 | 2003      | 글래드먼 등            | 아난케            |
| 36   | XXX      | 헤르미페‡     | Hermippe      |      | 15.6     | 4                                 | 0.0090          | 21182086                     | −629.81           | 151.242              | 0.2290                 | 2002      | 셰파드 등              | 아난케            |
| 37   | XXIX     | 티오네‡       | Thyone        |      | 15.9     | 4                                 | 0.0090          | 21405570                     | −639.80           | 147.276              | 0.2525                 | 2002      | 셰파드 등              | 아난케            |
| 38   | LXX      | S/2017 J 9‡   |               |      | 16.1     | 2                                 | 0.0015          | 21429955                     | −640.90           | 152.661              | 0.2288                 | 2017      | 셰파드 등              | 아난케            |
| 39   | XII      | 아난케‡       | Ananke        |      | 12.0     | 28                                | 3.0             | 21454952                     | −640.38           | 151.564              | 0.3445                 | 1951      | 니컬슨                 | 아난케            |
| 40   | L        | 헤르세‡       | Herse         |      | 16.6     | 2                                 | 0.0015          | 22134306                     | −672.75           | 162.490              | 0.2379                 | 2003      | 글래드먼 등            | 카르메            |
| 41   | XXXI     | 아이트네‡     | Aitne         |      | 16.0     | 3                                 | 0.0045          | 22285161                     | −679.64           | 165.562              | 0.3927                 | 2002      | 셰파드 등              | 카르메            |
| 42   | LXVII    | S/2017 J 6‡   |               |      | 16.4     | 2                                 | 0.0015          | 22394682                     | −684.66           | 155.185              | 0.5569                 | 2017      | 셰파드 등              | 파시파에 (비주류) |
| 43   | LXXII    | S/2011 J 1‡   |               |      | 16.7     | 1                                 |                 | 22401817                     | −694.98           | 163.341              | 0.2328                 | 2011      | 셰파드 등              | 카르메            |
| 44   | XXXVII   | 칼레‡         | Kale          |      | 16.4     | 2                                 | 0.0015          | 22409207                     | −685.32           | 165.378              | 0.2011                 | 2002      | 셰파드 등              | 카르메            |
| 45   | XX       | 타이게테‡     | Taygete       |      | 15.6     | 5                                 | 0.016           | 22438648                     | −686.67           | 164.890              | 0.3678                 | 2001      | 셰파드 등              | 카르메            |
| 46   | LXI      | S/2003 J 19‡  |               |      | 16.8     | 2                                 | 0.0015          | 22696750                     | −698.55           | 166.657              | 0.2572                 | 2003      | 글래드먼 등            | 카르메            |
| 47   | XXI      | 칼데네‡       | Chaldene      |      | 16.0     | 3.8                               | 0.0075          | 22713444                     | −699.33           | 167.070              | 0.2916                 | 2001      | 셰파드 등              | 카르메            |
| 48   | LVIII    | 필로프로시네‡ | Philophrosyne |      | 16.7     | 2                                 | 0.0015          | 22720999                     | −699.68           | 141.812              | 0.0932                 | 2003      | 셰파드 등              | 파시파에          |
| 49   | — (실종) | S/2003 J 10‡  |               |      | 16.8     | 2                                 | 0.0015          | 22730813 (22462575±670198)   | −700.13 (-687.83) | 163.813 (162.38±0.90 | 0.3438 (0.095±0.014)   | 2003      | 셰파드 등              | 카르메            |
| 50   | — (실종) | S/2003 J 23‡  |               |      | 16.8     | 2                                 | 0.0015          | 22739654                     | −700.54           | 148.849              | 0.3930                 | 2004      | 셰파드 등              | 파시파에          |
| 51   | XXV      | 에리노메‡     | Erinome       |      | 16.1     | 3.2                               | 0.0045          | 22986266                     | −711.96           | 163.737              | 0.2552                 | 2001      | 셰파드 등              | 카르메            |
| 52   | XLI      | 아오에데‡     | Aoede         |      | 15.6     | 4                                 | 0.0090          | 23044175                     | −714.66           | 160.482              | 0.4311                 | 2003      | 셰파드 등              | 파시파에          |
| 53   | XLIV     | 칼리코레‡     | Kallichore    |      | 16.3     | 2                                 | 0.0015          | 23111823                     | −717.81           | 164.605              | 0.2041                 | 2003      | 셰파드 등              | 카르메            |
| 54   | LXVI     | S/2017 J 5‡   |               |      | 16.5     | 2                                 | 0.0015          | 23169389                     | −720.49           | 164.331              | 0.2842                 | 2017      | 셰파드 등              | 카르메            |
| 55   | LXIX     | S/2017 J 8‡   |               |      | 17.0     | 1                                 | 0.0015          | 23174446                     | −720.73           | 164.782              | 0.3118                 | 2017      | 셰파드 등              | 카르메            |
| 56   | XXIII    | 칼리케‡       | Kalyke        |      | 15.5     | 5.2                               | 0.019           | 23180773                     | −721.02           | 165.505              | 0.2139                 | 2001      | 셰파드 등              | 카르메            |
| 57   | XI       | 카르메‡       | Carme         |      | 11.0     | 46                                | 13              | 23197992                     | −702.28           | 165.047              | 0.2342                 | 1938      | 니컬슨                 | 카르메            |
| 58   | XVII     | 칼리로에‡     | Callirrhoe    |      | 14.1     | 8.6                               | 0.087           | 23214986                     | −727.11           | 139.849              | 0.2582                 | 2000      | Spacewatch             | 파시파에          |
| 59   | XXXII    | 유리도메‡     | Eurydome      |      | 16.3     | 3                                 | 0.0045          | 23230858                     | −723.36           | 149.324              | 0.3769                 | 2002      | 셰파드 등              | 파시파에          |
| 60   | LXIII    | S/2017 J 2‡   |               |      | 16.9     | 2                                 | 0.0015          | 23240957                     | −723.83           | 166.398              | 0.2360                 | 2017      | 셰파드 등              | 카르메            |
| 61   | XXXVIII  | 파시티‡       | Pasithee      |      | 16.8     | 2                                 | 0.0015          | 23307318                     | −726.93           | 165.759              | 0.3288                 | 2002      | 셰파드 등              | 카르메            |
| 62   | LI       | S/2010 J 1‡   |               |      | 16.5     | 2                                 |                 | 23314335                     | −724.34           | 163.2                | 0.320                  | 2010      | 제이콥슨 등            | 카르메            |
| 63   | XLIX     | 코레‡         | Kore          |      | 16.6     | 2                                 | 0.0015          | 23345093                     | −723.72           | 137.371              | 0.1951                 | 2003      | 셰파드 등              | 파시파에          |
| 64   | XLVIII   | 킬레네‡       | Cyllene       |      | 16.3     | 2                                 | 0.0015          | 23396269                     | −731.10           | 140.148              | 0.4115                 | 2003      | 셰파드 등              | 파시파에          |
| 65   | LVI      | S/2011 J 2‡   |               |      | 16.9     | 1                                 |                 | 23400981                     | −731.32           | 148.77               | 0.3321                 | 2011      | 셰파드 등              | 파시파에          |
| 66   | XLVII    | 유켈라데‡     | Eukelade      |      | 16.0     | 4                                 | 0.0090          | 23483694                     | −735.20           | 163.996              | 0.2828                 | 2003      | 셰파드 등              | 카르메            |
| 67   | LIX      | S/2017 J 1‡   |               |      | 16.8     | 2                                 | 0.0015          | 23483978                     | −734.15           | 149.197              | 0.3969                 | 2017      | 셰파드 등              | 파시파에          |
| 68   | — (실종) | S/2003 J 4‡   |               |      | 16.7     | 2                                 | 0.0015          | 23570790 (22766748±1780215)  | −739.29 (-701.85) | 147.175 (143.2±1.3)  | 0.3003 (0.1111±0.0077) | 2003      | 셰파드 등              | 파시파에          |
| 69   | VIII     | 파시파에‡     | Pasiphae      |      | 10.4     | 60                                | 30              | 23609042                     | −739.80           | 141.803              | 0.3743                 | 1908      | 멜로테                 | 파시파에          |
| 70   | XXXIX    | 헤게모네‡     | Hegemone      |      | 16.0     | 3                                 | 0.0045          | 23702511                     | −745.50           | 152.506              | 0.4077                 | 2003      | 셰파드 등              | 파시파에          |
| 71   | XLIII    | 아르케‡       | Arche         |      | 16.3     | 3                                 | 0.0045          | 23717051                     | −746.19           | 164.587              | 0.1492                 | 2002      | 셰파드 등              | 카르메            |
| 72   | XXVI     | 이소노에‡     | Isonoe        |      | 16.0     | 3.8                               | 0.0075          | 23800647                     | −750.13           | 165.127              | 0.1775                 | 2001      | 셰파드 등              | 카르메            |
| 73   | — (실종) | S/2003 J 9‡   |               |      | 17.0     | 1                                 | 0.00015         | 23857808                     | −752.84           | 164.980              | 0.2761                 | 2003      | 셰파드 등              | 카르메            |
| 74   | LVII     | 에이레네‡     | Eirene        |      | 15.9     | 4                                 | 0.0090          | 23973926                     | −758.34           | 165.549              | 0.3070                 | 2003      | 셰파드 등              | 카르메            |
| 75   | IX       | 시노페‡       | Sinope        |      | 11.4     | 38                                | 7.5             | 24057865                     | −739.33           | 153.778              | 0.2750                 | 1914      | 니컬슨                 | 파시파에          |
| 76   | XXXVI    | 스폰데‡       | Sponde        |      | 16.7     | 2                                 | 0.0015          | 24252627                     | −771.60           | 154.372              | 0.4431                 | 2002      | 셰파드 등              | 파시파에          |
| 77   | XXVIII   | 아우토노에‡   | Autonoe       |      | 15.6     | 4                                 | 0.0090          | 24264445                     | −772.17           | 151.058              | 0.3690                 | 2002      | 셰파드 등              | 파시파에          |
| 78   | XIX      | 메가클리테‡   | Megaclite     |      | 15.0     | 5.4                               | 0.021           | 24687239                     | −792.44           | 150.398              | 0.3077                 | 2001      | 셰파드 등              | 파시파에          |
| 79   | — (실종) | S/2003 J 2‡   |               |      | 16.6     | 2                                 | 0.0015          | 28570410 (27734694±10756087) | -981.55 (-943.69) | 153.521 (151.3±2.5)  | 0.4074 (0.1197±0.0024) | 2003      | 셰파드 등              | 파시파에 (미확인) |

주석
1. ↑  이름이 붙여진 순서에 따라 로마 숫자를 매긴다.
2. ↑  "60×40×34" 와 같이 여러 개의 숫자로 나타낸 지름은 완벽한 타원체가 아님을 반영하며 각 수치는 측정된 값이다.
3. ↑  주기가 음수인 것들은 역행이며, h, m, s로 표기된 것들은 주기가 1일보다 작아 시, 분 초로 표기된 것이다.

## 같이 보기
- 위성 목록
- 갈릴레이 위성